# Ptakopánví
Ptakopánví (Ornithischia) byli obvykle býložraví dinosauři, tradičně chápaní jako jedna ze dvou velkých vývojových skupin dinosaurů, dnes někdy řazení po bok teropodů do taxonu Ornithoscelida. (Toto novější pojetí systematiky však není obecně uznáváno.) Nejstarším známým zástupcem tohoto kladu může být problematický argentinský druh Pisanosaurus mertii, žijící před asi 229 miliony let.

## Význam
Byli úspěšnou skupinou býložravých živočichů a během rané i pozdní křídy byli nejpočetnější skupinou dinosaurů. Podle některých výzkumů by jejich předky mohli být silesauridi, tedy dinosauromorfové z období středního až pozdního triasu.
Jejich geografické rozšíření bylo značné, fosilie těchto dinosaurů byly nalezeny na území současných Špicberků (fosilní otisky stop ornitopodních dinosaurů staré kolem 125 milionů let, tedy z období rané křídy) nebo v oblasti současné Antarktidy. Fosilie rozmanité biodiverzity těchto dinosaurů známe například i z oblasti současného Thajska (resp. jihovýchodní Asie).
Jak ukazují novější výzkumy, vývojové cesty k herbivorii (býložravosti) se u ptakopánvých dinosaurů brzy v průběhu jejich evoluce rozdělovaly a vedly jinými evolučními cestami. Některé vývojové pochody u tohoto kladu proto mohou být nepředvídatelné a ubírat se spíše náhodnými cestami.

## Charakteristika
V roce 1887 rozdělil britský paleontolog Harry Govier Seeley dinosaury podle stavby pánve na dva řády: ptakopánvé a plazopánvé. Pánev ptakopánvých skutečně připomíná pánev ptáků, podobně jako oni má dva dopředu směřující výběžky stydké kosti. Jedná se o znak konvergentní evoluce, protože ptáci jsou ve skutečnosti potomky plazopánvých. Dnes se však odborníci přiklánějí k jinému dělení dinosaurů než dle morfologie pánve (viz níže v odstavci „Zařazení“).
Takto utvářená pánev poskytovala oporu břišní stěně a objemným střevům v břišní dutině. Všichni ptakopánví byli býložravci a dlouhá střeva potřebovali k trávení těžko stravitelné rostlinné potravy. Stavba pánevního pletence spolu s hrudním košem mohla být významná také k dýchání ptakopánvých dinosaurů.
Dalším znakem ptakopánvých je zobák krytý rohovinou. Část spodní čelisti je tvořena kostí (os predentale), která se nevyskytuje u žádné jiné skupiny živočichů. Jen ti nejprimitivnější ptakopánví mají zuby i v přední části tlamy.
Zuby v zadní části tlamy byly malé, rychle rostoucí a zakončené ploškami, které sloužily k rozmělňování rostlinného materiálu. K zamezení vypadávání potravy se vyvinuly lícní torby. Ptakopánví byli jedinými býložravými dinosaury, kteří dokázali potravu zpracovávat už v ústní dutině. Živili se obvykle nízko rostoucí vegetací, v převažující míře kapradinami.
Ptakopánví se často pohybovali po čtyřech, a to i bipední formy. Obvykle ani zdaleka nedosahovali velikosti sauropodů (s výjimkou obřích rodů, jako byl čínský hadrosaurid Shantungosaurus); častou obranou proti dravcům byl pancíř nebo rohy. Nejmenší zástupci této skupiny byli drobní, například dosud nepopsaný argentinský heterodontosaurid byl dlouhý přibližně 43 cm.
Ptakopánví i plazopánví dinosauři patřili do kladu Archosauria a jejich blízkými příbuznými tedy ve skutečnosti nebyli ještěři (jako je leguán, varan, ještěrka nebo chameleon), navzdory mylně uváděnému označování dinosaurů jako „pravěcí ještěři“ nebo „veleještěři“.
Pro dinosaury je endotermie ("teplokrevnost") sdíleným odvozeným znakem od jejich předků, ačkoliv u ptakopánvých dinosaurů mohly některé vývojové linie přejít druhotně k ektotermii. Velcí teropodi a sauropodi však byli endotermní, nikoliv gigantotermní (jak se dříve často předpokládalo). Výzkum založený na rozboru biomarkerů oxidačního stresu ve stehenních kostech dinosaurů a dalších obratlovců ukazuje, že teplokrevní (endotermní) byli patrně všichni plazopánví dinosauři, zatímco mezi ptakopánvými nalezneme převážně potenciálně "studenokrevné" druhy nebo zástupce s jinými fyziologickými adaptacemi.

## Zařazení
V současné době je nejspíš taxon třeba chápat jako součást vyšší skupiny dinosaurů s názvem Ornithoscelida, která jej sdružuje s teropody. Tato myšlenka byla poprvé nastíněna roku 2017 a popírá tradiční rozdělení dinosaurů na ptakopánvé a plazopánvé. Dnes proto na evoluční vývojové vztahy dinosaurů nahlížíme takto:
Dinosauria – dinosauři
- Ornithoscelida – ornitoscelidi
  - Theropoda – teropodi
  - Ornithischia – ptakopánví
- Saurischia – plazopánví (v upravené podobě)
  - Sauropodomorpha – sauropodomorfové
  - Herrerasauridae – hererasauridi

Kladistická definice Ornithischia:
- Nejobsáhlejší klad, který zahrnuje Iguanodon bernissartensis, ale nezahrnuje Megalosaurus bucklandii ani Diplodocus carnegii.

## Klasifikace
- Pisanosaurus
- Čeleď Heterodontosauridae
- Čeleď Fabrosauridae
- Podřád Thyreophora – obrnění dinosauři
  - Infrařád Stegosauria
  - Infrařád Ankylosauria
- Cerapoda
  - Podřád Ornithopoda
    - Čeleď Hypsilophodontidae
    - Infrařád Iguanodontia
      - Čeleď Hadrosauridae – kachnozobí dinosauři

    - Podřád Marginocephalia
      - Infrařád Pachycephalosauria
      - Infrařád Ceratopsia – rohatí dinosauři

Rekonstruovaná kostra tyreofora pinakosaura